# Lijst van voetbalinterlands China - Zuid-Korea
Deze lijst van voetbalinterlands is een overzicht van alle officiële voetbalwedstrijden tussen de nationale teams van China en Zuid-Korea. De landen hebben tot op heden 41 keer tegen elkaar gespeeld. De eerste ontmoeting was een wedstrijd tijdens de Aziatische Spelen 1978 op 16 december 1978 in Bangkok (Thailand). Het laatste duel, een wedstrijd tijdens de Oost-Azië Cup 2025, werd gespeeld in Yongin op 7 juli 2025.

## Wedstrijden
| №  | Plaats    | Datum             | Competitie                 | Wedstrijd                   | Uitslag |
| -- | --------- | ----------------- | -------------------------- | --------------------------- | ------- |
| 1  | Hongkong  | 2 januari 1949    | Vriendschappelijk          | Zuid-Korea − Chinees Taipei | 2 − 3   |
| 2  | Bangkok   | 16 december 1978  | Aziatische Spelen 1978     | Zuid-Korea − China          | 1 − 0   |
| 3  | Manilla   | 29 december 1978  | Azië Cup 1980 kwalificatie | Zuid-Korea − China          | 1 − 0   |
| 4  | Bangkok   | 27 november 1980  | Vriendschappelijk          | Zuid-Korea − China          | 2 − 1   |
| 5  | Calcutta  | 1 maart 1982      | Vriendschappelijk          | Zuid-Korea − China          | 1 − 1   |
| 6  | Busan     | 28 september 1986 | Aziatische Spelen 1986     | China − Zuid-Korea          | 2 − 4   |
| 7  | Pokhara   | 2 december 1986   | Vriendschappelijk          | Zuid-Korea − China          | 0 − 0   |
| 8  | Doha      | 14 december 1988  | Azië Cup 1988              | Zuid-Korea − China          | 2 − 1   |
| 9  | Singapore | 20 oktober 1989   | WK 1990 kwalificatie       | China − Zuid-Korea          | 0 − 1   |
| 10 | Beijing   | 31 juli 1990      | Dynasty Cup 1990           | Zuid-Korea − China          | 1 − 0   |
| 11 | Beijing   | 3 augustus 1990   | Dynasty Cup 1990           | China − Zuid-Korea          | 1 − 1   |
| 12 | Beijing   | 27 september 1990 | Aziatische Spelen 1990     | Zuid-Korea − China          | 2 − 0   |
| 13 | Beijing   | 26 augustus 1992  | Dynasty Cup 1992           | China − Zuid-Korea          | 2 − 2   |
| 14 | Hongkong  | 19 februari 1995  | Dynasty Cup 1995           | China − Zuid-Korea          | 0 − 0   |
| 15 | Seoel     | 25 september 1996 | Vriendschappelijk          | Zuid-Korea − China          | 3 − 1   |
| 16 | Guangzhou | 26 november 1996  | Vriendschappelijk          | China − Zuid-Korea          | 2 − 3   |
| 17 | Beijing   | 23 april 1997     | Vriendschappelijk          | China − Zuid-Korea          | 0 − 2   |
| 18 | Seoel     | 30 augustus 1997  | Vriendschappelijk          | Zuid-Korea − China          | 0 − 0   |
| 19 | Yokohama  | 4 maart 1998      | Dynasty Cup 1998           | Zuid-Korea − China          | 2 − 1   |
| 20 | Seoel     | 4 juni 1998       | Vriendschappelijk          | Zuid-Korea − China          | 1 − 1   |
| 21 | Beijing   | 13 november 1998  | Vriendschappelijk          | China − Zuid-Korea          | 0 − 3   |
| 22 | Shanghai  | 22 november 1998  | Vriendschappelijk          | China − Zuid-Korea          | 0 − 0   |
| 23 | Beijing   | 28 juli 2000      | Vriendschappelijk          | China − Zuid-Korea          | 0 − 1   |
| 24 | Tripoli   | 13 oktober 2000   | Azië Cup 2000              | Zuid-Korea − China          | 2 − 2   |
| 25 | Beiroet   | 29 oktober 2000   | Azië Cup 2000              | Zuid-Korea − China          | 1 − 0   |
| 26 | Incheon   | 27 april 2002     | Vriendschappelijk          | Zuid-Korea − China          | 0 − 0   |
| 27 | Saitama   | 7 december 2003   | Oost-Azië Cup 2003         | Zuid-Korea − China          | 1 − 0   |
| 28 | Daejeon   | 31 juli 2005      | Oost-Azië Cup 2005         | Zuid-Korea − China          | 1 − 1   |
| 29 | Chongqing | 17 februari 2008  | Oost-Azië Cup 2008         | China − Zuid-Korea          | 2 − 3   |
| 30 | Tokio     | 10 februari 2010  | Oost-Azië Cup 2010         | Zuid-Korea − China          | 0 − 3   |
| 31 | Hwaseong  | 24 juli 2013      | Oost-Azië Cup 2013         | Zuid-Korea − China          | 0 − 0   |
| 32 | Wuhan     | 2 augustus 2015   | Oost-Azië Cup 2015         | China − Zuid-Korea          | 0 − 2   |
| 33 | Seoel     | 1 september 2016  | WK 2018 kwalificatie       | Zuid-Korea − China          | 3 − 2   |
| 34 | Changsha  | 23 maart 2017     | WK 2018 kwalificatie       | China − Zuid-Korea          | 1 − 0   |
| 35 | Chofu     | 9 december 2017   | Oost-Azië Cup 2017         | Zuid-Korea − China          | 2 − 2   |
| 36 | Abu Dhabi | 16 januari 2019   | Azië Cup 2019              | Zuid-Korea − China          | 2 − 0   |
| 37 | Busan     | 15 december 2019  | Oost-Azië Cup 2019         | Zuid-Korea − China          | 1 − 0   |
| 38 | Toyota    | 20 juli 2022      | Oost-Azië Cup 2022         | China − Zuid-Korea          | 0 − 3   |
| 39 | Shenzhen  | 21 november 2023  | WK 2026 kwalificatie       | China − Zuid-Korea          | 0 − 3   |
| 40 | Seoel     | 11 juni 2024      | WK 2026 kwalificatie       | Zuid-Korea − China          | 1 − 0   |
| 41 | Yongin    | 7 juli 2025       | Oost-Azië Cup 2025         | Zuid-Korea − China          | 3 − 0   |

## Samenvatting
| Competitie            | Totaal gespeeld | Winst China | Gelijk | Winst Zuid-Korea | Doelsaldo China – Zuid-Korea |
| --------------------- | --------------- | ----------- | ------ | ---------------- | ---------------------------- |
| WK-kwalificatie       | 5               | 1           | 0      | 4                | 3 − 8                        |
| Azië Cup              | 4               | 0           | 1      | 3                | 3 − 7                        |
| Azië Cup-kwalificatie | 1               | 0           | 0      | 1                | 0 − 1                        |
| Oost-Azië Cup         | 10              | 1           | 3      | 6                | 8 − 16                       |
| Aziatische Spelen     | 3               | 0           | 0      | 3                | 2 − 7                        |
| Vriendschappelijk     | 18              | 1           | 8      | 9                | 11 − 24                      |
| Totaal                | 41              | 3           | 12     | 26               | 27 − 63                      |

Wedstrijden bepaald door strafschoppen worden, in lijn met de FIFA, als een gelijkspel gerekend.
CFA · A-internationals · Selecties · Bondscoaches · Statistieken · Chinees vrouwenelftal · China U21 · China U20 · China U19 · China U18 · China U17
1948 – 1969 · 
1970 – 1979 · 
1980 – 1989 · 
1990 – 1999 · 
2000 – 2009 · 
2010 – 2019 ·
2020 − 2029
Azië Cup 1976 · 
Azië Cup 1980 · 
Azië Cup 1984 · 
Azië Cup 1988 · 
Azië Cup 1992 · 
Azië Cup 1996 · 
Azië Cup 2000 · 
Azië Cup 2004 · 
Azië Cup 2007 · 
Azië Cup 2011
WK 2002
OS 1988 · 
OS 2008
1948 · 
1949–1951 · 
1952 · 
1953–1955 · 
1956 · 
1957 · 
1958 · 
1959 · 
1960 · 
1961–1962 · 
1963 · 
1964 · 
1965 · 
1966 · 
1967–1970 · 
1971 · 
1972 · 
1973 · 
1974 · 
1975 · 
1976 · 
1977 · 
1978 · 
1979 · 
1980 · 
1981 · 
1982 · 
1983 · 
1984 · 
1985 · 
1986 · 
1987 · 
1988 · 
1989 · 
1990 · 
1991 · 
1992 · 
1993 · 
1994 · 
1995 · 
1996 · 
1997 · 
1998 · 
1999 · 
2000 · 
2001 · 
2002 · 
2003 · 
2004 · 
2005 · 
2006 · 
2007 · 
2008 · 
2009 · 
2010 · 
2011 · 
2012 · 
2013 · 
2014 ·
2015 ·
2016 ·
2017 ·
2018 ·
2019 ·
2020 ·
2021
Afghanistan ·
Albanië ·
Algerije ·
Andorra ·
Argentinië ·
Australië ·
Bahrein ·
Bangladesh ·
Bhutan ·
Bosnië en Herzegovina ·
Botswana ·
Brazilië ·
Brunei ·
Cambodja ·
Canada ·
Chili ·
Colombia ·
Congo-Kinshasa ·
Costa Rica ·
Cuba ·
Duitsland ·
Egypte ·
El Salvador ·
Engeland ·
Estland ·
Fiji ·
Filipijnen ·
Finland ·
Frankrijk ·
Gambia ·
Ghana ·
Groot-Brittannië ·
Guam ·
Guinee ·
Haïti ·
Honduras ·
Hongarije ·
Hongkong ·
Ierland ·
IJsland ·
India ·
Indonesië ·
Irak ·
Iran ·
Italië ·
Jamaica ·
Japan ·
Jemen ·
Joegoslavië ·
Jordanië ·
Kazachstan ·
Kenia ·
Kirgizië ·
Koeweit ·
Kroatië ·
Laos ·
Letland ·
Libanon ·
Liechtenstein ·
Macau ·
Malediven ·
Maleisië ·
Mali ·
Marokko ·
Mexico ·
Myanmar ·
Nederland ·
Nepal ·
Nieuw-Zeeland ·
Noord-Korea ·
Noord-Macedonië ·
Noorwegen ·
Oezbekistan ·
Oman ·
Pakistan ·
Palestina ·
Papoea-Nieuw-Guinea ·
Paraguay ·
Peru ·
Polen ·
Portugal ·
Qatar ·
Roemenië ·
Saoedi-Arabië ·
Senegal ·
Servië ·
Servië en Montenegro ·
Sierra Leone ·
Singapore ·
Slovenië ·
Soedan ·
Somalië ·
Sovjet-Unie ·
Spanje ·
Sri Lanka ·
Syrië ·
Tadzjikistan ·
Tanzania ·
Thailand ·
Trinidad en Tobago ·
Tsjechië ·
Tunesië ·
Turkije ·
Turkmenistan ·
Uruguay ·
Venezuela ·
Verenigde Arabische Emiraten ·
Verenigde Staten ·
Vietnam ·
Wales ·
Zambia ·
Zimbabwe ·
Zuid-Korea ·
Zweden ·
Zwitserland
Brazilië (2002) · 
Costa Rica (2002)
KFA · A-internationals · Selecties · Bondscoaches · Zuid-Koreaans vrouwenelftal · Olympisch elftal · Zuid-Korea U21 · Zuid-Korea U20 · Zuid-Korea U19 · Zuid-Korea U18 · Zuid-Korea U17
1940 – 1949 ·
1950 – 1959 ·
1960 – 1969 ·
1970 – 1979 ·
1980 – 1989 ·
1990 – 1999 ·
2000 – 2009 ·
2010 – 2019 ·
2020 − 2029
WK 1954 · 
WK 1986 · 
WK 1990 · 
WK 1994 · 
WK 1998 · 
WK 2002 · 
WK 2006 · 
WK 2010 · 
WK 2014 · 
WK 2018
OS 1948 ·
OS 1964 ·
OS 1988 ·
OS 1992 ·
OS 1996 ·
OS 2000 ·
OS 2004 ·
OS 2008 ·
OS 2012 ·
OS 2016 ·
OS 2020
1948 ·
1949 ·
1950 · 
1951 · 1952 · 
1953 · 
1954 · 
1955 · 
1956 · 
1957 · 
1958 · 
1959 ·
1960 · 
1961 · 
1962 · 
1963 · 
1964 · 
1965 · 
1966 · 
1967 · 
1968 · 
1969 ·
1970 · 
1971 · 
1972 · 
1973 · 
1974 · 
1975 · 
1976 · 
1977 · 
1978 · 
1979 ·
1980 · 
1981 · 
1982 · 
1983 · 
1984 · 
1985 · 
1986 · 
1987 · 
1988 · 
1989 ·
1990 ·
1991 · 
1992 · 
1993 · 
1994 · 
1995 · 
1996 · 
1997 · 
1998 · 
1999 · 
2000 · 
2001 · 
2002 · 
2003 · 
2004 · 
2005 · 
2006 · 
2007 · 
2008 · 
2009 · 
2010 · 
2011 ·
2012 ·
2013 ·
2014 ·
2015 ·
2016 ·
2017 ·
2018 ·
2019 ·
2020 ·
2021 ·
2022 ·
2023 ·
2024
Afghanistan ·
Algerije ·
Angola ·
Argentinië ·
Australië ·
Bahrein ·
Bangladesh ·
België ·
Bolivia ·
Bosnië en Herzegovina ·
Brazilië ·
Brunei ·
Bulgarije ·
Burkina Faso ·
Cambodja ·
Canada ·
Chili ·
China ·
Colombia ·
Costa Rica ·
Cuba ·
Denemarken ·
Duitsland ·
Ecuador ·
Egypte ·
El Salvador ·
Engeland ·
Filipijnen ·
Finland ·
Frankrijk ·
Georgië ·
Ghana ·
Griekenland ·
Guam ·
Guatemala ·
Haïti ·
Honduras ·
Hongarije ·
Hongkong ·
IJsland ·
India ·
Indonesië ·
Irak ·
Iran ·
Israël ·
Italië ·
Ivoorkust ·
Jamaica ·
Japan ·
Jemen ·
Joegoslavië ·
Jordanië ·
Kameroen ·
Kazachstan ·
Kenia ·
Kirgizië ·
Koeweit ·
Kroatië ·
Laos ·
Letland ·
Libanon ·
Libië ·
Luxemburg ·
Macau ·
Malediven ·
Maleisië ·
Mali ·
Malta ·
Marokko ·
Mexico ·
Moldavië ·
Mongolië ·
Myanmar ·
Nederland ·
Nepal ·
Nieuw-Zeeland ·
Nigeria ·
Noord-Ierland ·
Noord-Korea ·
Noord-Macedonië ·
Noorwegen ·
Oekraïne ·
Oezbekistan ·
Oman ·
Pakistan ·
Palestina ·
Panama ·
Paraguay ·
Peru ·
Polen ·
Portugal ·
Qatar ·
Roemenië ·
Rusland ·
Saoedi-Arabië ·
Schotland ·
Senegal ·
Servië ·
Servië en Montenegro ·
Singapore ·
Slowakije ·
Soedan ·
Spanje ·
Sri Lanka ·
Syrië ·
Tadzjikistan ·
Taiwan ·
Thailand ·
Togo ·
Trinidad en Tobago ·
Tsjechië ·
Tunesië ·
Turkije ·
Turkmenistan ·
Uruguay ·
Venezuela ·
Verenigde Arabische Emiraten ·
Verenigde Staten ·
Vietnam ·
Wales ·
Wit-Rusland ·
Zambia ·
Zuid-Jemen ·
Zuid-Vietnam ·
Zweden ·
Zwitserland
Algerije (2014) · 
Australië (2015, 2) ·
België (2014) · 
Duitsland (2018) · 
Frankrijk (2006) · 
Griekenland (2010) ·
Mexico (2018) ·
Nigeria (2010) · 
Portugal (2022) · 
Rusland (2014) · 
Togo (2006) · 
Zweden (2018) ·
Zwitserland (2006)